# Agrypnus porosus
Agrypnus porosus là một loài bọ cánh cứng trong họ Elateridae. Loài này được Kluge miêu tả khoa học năm 1835.